# Бассано-ин-Теверина
Бассано-ин-Теверина (итал. Bassano in Teverina) — коммуна в Италии, располагается в области Лацио, в провинции Витербо.
Население составляет 1275 человек из них - 637 мужчин, и 638 женщин (на май 2025 г.), плотность населения составляет 104,77 чел./км². Занимает площадь 12,17 км². Почтовый индекс — 1030. Телефонный код — 0761.
Покровителями коммуны почитаются святые Фиденций и Теренций, мощи которых были обретены в Тоди в XII веке , празднование 27 сентября.

## География
Бассано-ин-Теверина расположен на границе областей Лацио и Умбрии, к северо - востоку от Витербо и к западу от Орте, и занимает доминирующее положение по отношению к лежащей ниже долине Тибра, на последних северных предгорьях гор Чимини.

## История
Происхождение топонима крайне неопределенно. Окончание имени, происходящее от латинского суффикса прилагательного -anus, восходит к временам Римской империи и в сочетании с корнем имени напоминает родовое имя (Bassus) человека, владевшего большими поместьями в этом районе: Bassus>Bassanus>Bassano.
Центр Бассано-ин-Теверина был построен на туфовом отроге, слегка смещенном относительно долины Тибра, частью которого он возвышается над ней. Его расположение, скрытое окружающими холмами, не позволяет легко просматривать соседние усадьбы и поселения, такие как Муньяно, Аттильяно, Чиа и Бомарцо. Однако система наблюдения и связи, должно быть, существовала благодаря холмам Сассо Куадро (324 м над уровнем моря) и Поджо-Дзукко (318 м над уровнем моря), напрямую связанным с Бассано древними дорогами и местами древних поселений, о чем свидетельствуют остатки зданий и других сооружений.
Ниже по течению от города, недалеко от Тибра, находится озеро Владимонио или Вадимоне, известное среди местных жителей как «Лагетто», которое Плиний Младший описывал как «колесо, лежащее на земле, с совершенно правильной окружностью, более бледного, зеленого и более интенсивного цвета, чем морской». Сегодня он почти полностью погребен под землей, но периодически питается сернистыми источниками, которые вливают в него молочную воду, которая вместе с болотной растительностью и минеральными отложениями образует массы определенной консистенции, которая, должно быть, навела на мысль о «плавучих островах», о которых писали некоторые латинские авторы. Во времена Римской империи озеро, называвшееся Lacus Vladimonis, помимо того, что было больше, также считалось священным: возле его берегов этруски совершали периодические обряды и празднества, а римляне погружали в его воды свое оружие, чтобы сделать его непобедимым.
Построенный на последних склонах гор Чимини, Бассано представлял собой важный пункт перехода по пути из Сориано к Тибру, а также выполнял важную стратегическую функцию в долине. Будучи уже заселенным в эпоху этрусков, он был заброшен во время господства римлян, которые завоевали всю прилегающую территорию и штурмовали территорию после двух кровопролитных сражений: первого в 309 г. до н. э. под руководством консула Квинта Фабия Руллиана и второго в 283 г. до н. э., в котором они окончательно разгромили этрусков и сенонов, население галльского происхождения, ранее занимавшее эту территорию. Согласно легенде, в тот день воды реки Тибр окрасились в красный цвет и понесли трупы врагов в Рим, возвестив населению о победе. Завладев этим местом, римляне, чтобы укрепить свое господство над этрусками и контролировать навигацию по Тибру, основали на этих холмах замок, названный Castrum Amerinum (считается, что это нынешний дворец Палаццоло ди Вазанелло), согласно топографической карте, созданной семьей Маттеи во второй половине XVII века. Это место было восстановлено между IX и X веками, когда под угрозой со стороны венгров оно вновь обрело значение как из-за своего легко обороняемого положения, так и из-за своей близости к Via Amerina — римской дороге, которая в то время все еще использовалась.
Название Бассано-ин-Теверина впервые появляется в начале второго тысячелетия. Согласно преданию, графиня Матильда Тосканская, владелица обширных поместий в районе Витербо, подарила деревню и другие места в районе Теверина папе Григорию VII в 1070 году. В качестве доказательства этого имеется также папская булла Иннокентия III, датируемая 1212 годом, в которой говорится, что на тот момент это поместье уже долгое время принадлежало Апостольской палате. Таким образом, город всегда находился под защитой Церкви, защищенный от нападений со стороны соседних поселений, особенно Орте.
Между 1298 и 1377 годами он был преобразован в коммуну, но всегда и в любом случае находился в прямой зависимости от Святого Престола. В 1437 году епархия Орте, в которую входил Бассано, была объединена с епархией Чивита-Кастеллана. В 1527 году папа Климент VII подарил феод неаполитанскому дворянину Альфонсо Ланье, после смерти которого он вернулся под управление Апостольской палаты. В 1559 году комплекс был продан Пием IV кардиналу Кристофоро Мадруццо, его брату Николе и племяннику Фортунато. Двадцать лет спустя зять последнего, кардинал Марко Ситтико Альтемпс, выкупил феод и приказал построить собственный дворец, но в конце столетия территория была окончательно возвращена в руки Апостольской палаты, которая заботилась о ней еще долгие годы. В XVII веке Бассано, судя по общественным работам и экономическим учреждениям, таким как Банко-делле-Чивителле, Монте-ди-Пьета и Монте-делла-Семенца, по-видимому, пережил период относительного процветания. В течение следующего столетия и в течение части девятнадцатого века наблюдался демографический спад и общий упадок из-за внутренней борьбы между двумя противоборствующими фракциями: семьей Андреуцци, крупными землевладельцами, и семьей Верга, новой семьей, основатель которой был назначен сборщиком налогов.
В 1927 году после реорганизации провинциальных избирательных округов, созданных королевским указом №1 от 2 января 1927 года , когда была образована провинция Витербо, Бассано-ин-Теверина перешел из провинции Рим в ее состав, будучи присоединенным к коммуне Орте. И вновь обрел автономию только в 1958 году. 25 ноября 1943 года, в разгар Второй мировой войны, он серьезно пострадал из-за мощного взрыва, потрясшего всю округу: взорвался немецкий поезд, груженный боеприпасами, припаркованный на станции внизу, вызвав взрыв, который сорвал крыши и разрушил стены нескольких домов.

## Памятники и достопримечательности

### Религиозная архитектура
- Церковь Санта-Мария-деи-Луми
- Церковь Непорочного Зачатия
- Церковь Святых Фиденция и Теренция

### Гражданская архитектура
- Старый фонтан Он был построен в 1576 году кардиналом Кристофоро Мадруццо. На нем имеется надпись: «CHRIST MAD EPVS PORTV CARD TRIDENT AD SVI SVORONIVM COMODU EREXIT ANO MDLXXVI» (Христофор Мадруццо, епископ Порту, кардинал Трента, возведенный в 1576 году для собственного блага и блага всех его последователей). Фонтан установлен в нише, перекрытой цилиндрическим сводом, его струя впадает в прямоугольный бассейн, из которого возвышаются четыре полуколонны с сильно выступающими лепными капителями. На замковом камне находится герб, который сейчас неразборчив, предположительно, принадлежащий семье Мадруццо.

## Демография
Динамика населения:

## Города-побратимы
- Лагардель-сюр-Лез (Франция)

## Администрация коммуны
- Официальный сайт: http://www.comune.bassanointeverina.vt.it/